# National Seashore di capo Lookout
Il National Seashore di capo Lookout è una pittoresca area costiera situata sulle isole barriera del settore meridionale degli Outer Banks, nella Carolina del Nord orientale (USA). Questo national seashore, creato nel 1966, copre un'area di 114 km². Le tre isole - North Core Banks, South Core Banks e Shackleford Banks - che costituiscono il parco si allungano per 90 km dall'insenatura di Ocracoke a nord all'insenatura di Beaufort a sud-ovest, fronteggiando l'oceano Atlantico a est e le baie di Pamlico e di Core a ovest. Queste isole barriera, basse e strette, presentano spiagge, basse dune e pianeggianti distese erbose lungo l'Atlantico e paludi salmastre lungo le baie di Pamlico e di Core. Su Shackleford Banks crescono alcune foreste di tipo marittimo. Tra le varie specie di erbe che crescono sulla spiaggia, l'avena di mare, protetta dalla legge, sviluppa radici profonde che ancorano la sabbia. Le isole costituiscono inoltre un rifugio per la tartaruga liuto, specie in pericolo, e per molte specie di uccelli acquatici.
È possibile accedere all'area protetta solamente a bordo di un traghetto o di un'imbarcazione privata. Portsmouth Village, fondato nel 1753 e attualmente un villaggio restaurato inserito sul registro nazionale dei luoghi storici, è situato sulla punta settentrionale di North Core Banks. Un faro a Cape Lookout, all'estremità meridionale di South Core Banks, risale al 1859 ed è ancora operativo. Le isole sono state usate per secoli come base per pescatori e balenieri, e le acque circostanti sono note da tempo per le loro secche pericolose. Appena a nord è situata l'isola di Ocracoke, che fa parte del National Seashore di capo Hatteras. Il Fort Macon State Park si trova ad ovest, appena al di là dell'insenatura di Beaufort, sull'estremità nord-orientale di Bogue Banks.